# 33713 Mithravamshi
33713 Mithravamshi è un asteroide della fascia principale. Scoperto nel 1999, presenta un'orbita caratterizzata da un semiasse maggiore pari a 2,4805913 UA e da un'eccentricità di 0,0093288, inclinata di 3,37238° rispetto all'eclittica.